# George Dyson (Komponist)
Sir George Dyson KCVO (* 28. Mai 1883 in Halifax (West Yorkshire); † 28. September 1964 in Winchester) war ein englischer Komponist. Sein Sohn war der Physiker Freeman Dyson.

## Leben
George Dyson – Sohn eines Schmiedes – studierte bei Charles Villiers Stanford am Royal College of Music in London. Ein Stipendium ermöglichte ihm von 1904 bis 1908 Studienaufenthalte in Italien, Wien und Berlin. Nachdem er 1907 nach England zurückgekehrt war, wurde er Erster Direktor am Royal Naval College in Osborne. 1911 ging er an das Marlborough College. Im Ersten Weltkrieg meldete er sich zum Militär, um Militärkapellen auf ihren Dienst vorzubereiten. In Frankreich geriet er zu Pferd unter Artilleriebeschuss. Zwar blieb er unverletzt, doch infolge eines Schocks wurde er ehrenhaft aus der Armee entlassen. 1917 heiratete er Mildred Atkey. 1921 übernahm Dyson eine Professur am Royal College of Music. Von 1924 bis 1937 wirkte er als Musikdirektor in Winchester, von 1938 bis 1952 war er selbst Direktor des Royal College of Music.
1941 wurde er zum Knight Bachelor, 1953 zum Knight Commander des Royal Victorian Order erhoben.

## Werk
Zu den Kompositionen Dysons gehören eine Sinfonie G-Dur (1937), ein Violinkonzert (1942), weitere Orchesterwerke, Oratorien (u. a. The Canterbury Pilgrims, Quo Vadis), Kammermusik sowie zahlreiche Werke für Chor a cappella. Dyson blieb musikalisch der englischen Tradition des späten 19. Jahrhunderts verpflichtet. Zuweilen sind Anklänge an Jean Sibelius erkennbar.